# Єфремова Любов Федорівна
Любов Федорівна Єфремова (нар. 1920 — ?) — українська радянська діячка, секретар Запорізького обласного комітету КПУ.

## Біографія
Освіта вища. Член ВКП(б).
На 1957—1958 роки — завідувач відділу будівництва і будівельних матеріалів Запорізького обласного комітету КПУ.
У лютому 1960 — 15 січня 1963 року — секретар Запорізького обласного комітету КПУ.
17 січня 1963 — 15 грудня 1964 року — секретар Запорізького промислового обласного комітету КПУ і голова Запорізького промислового обласного комітету партійно-державного контролю. Одночасно, 21 січня 1963 — 16 грудня 1964 року — заступник голови виконавчого комітету Запорізької промислової обласної ради депутатів трудящих.
16 грудня 1964 — 1969 року — заступник голови виконавчого комітету Запорізької обласної ради депутатів трудящих.
Подальша доля невідома.

## Нагороди
- орден Трудового Червоного Прапора (7.03.1960)
- медаль «За трудову доблесть» (26.02.1958)
- медалі